# Каргала (Башкортостан)
Каргала (баш. Ҡарғалы) — деревня в Зианчуринском районе Республики Башкортостан Российской Федерации. Входит в состав Суренского сельсовета.

## География

### Географическое положение
Расстояние до:
- районного центра (Исянгулово): 54 км,
- ближайшей ж/д станции (Саракташ): 108 км.

## История
Постановлением Всероссийского ЦИК «Об изменениях в административно-территориальном делении Башкирской АССР» от 20 февраля 1932 года «селения Глинка, Каргала и Байсалямово, Бердяшского сельсовета, Зилаирского района» переданы «в состав Умитбаевского сельсовета, Зианчуринского района».
Административный центр упразднённого в 2008 году  Каргалинского сельсовета.

## Население
| 1939 | 1959 | 1970 | 1979 | 1989 | 2002 | 2009 |
| ---- | ---- | ---- | ---- | ---- | ---- | ---- |
| 235  | ↘213 | ↗258 | ↘224 | ↘181 | ↗217 | ↗234 |
| 2010 |      |      |      |      |      |      |
| ↘186 |      |      |      |      |      |      |